# UK Ironman 70.3
Der Ironman 70.3 UK ist eine von 2006 bis 2017 in Exmoor (Großbritannien) stattfindende Triathlon-Sportveranstaltung.

## Organisation
Er ist Teil der Ironman 70.3-Triathlon-Rennserie der World Triathlon Corporation (WTC). Ursprünglich wurden diese Rennen über die Distanz 1,9 km Schwimmen, 90 km Radfahren und 21,1 km Laufen durch unabhängige Veranstalter in Lizenz der WTC als Inhaber der Markenrechte organisiert. Seit dem Kauf der WTC durch einen Private-Equity-Investor im Jahr 2008 werden die Rennen zunehmend direkt von der WTC veranstaltet.
Der Markenname leitet sich aus der Gesamtdistanz von 113 km entsprechend 70,3 Meilen bei einem Bewerb ab.
Bereits 1991 und 1992 hatte die WTC über den „Ironbridge Triathlon“ über die Mitteldistanz in Shropshire Qualifikationsplätze für den Ironman Hawaii vergeben, später mussten Briten, um an der Geburtsstätte der Marke starten zu können, sich außerhalb Großbritanniens qualifizieren.

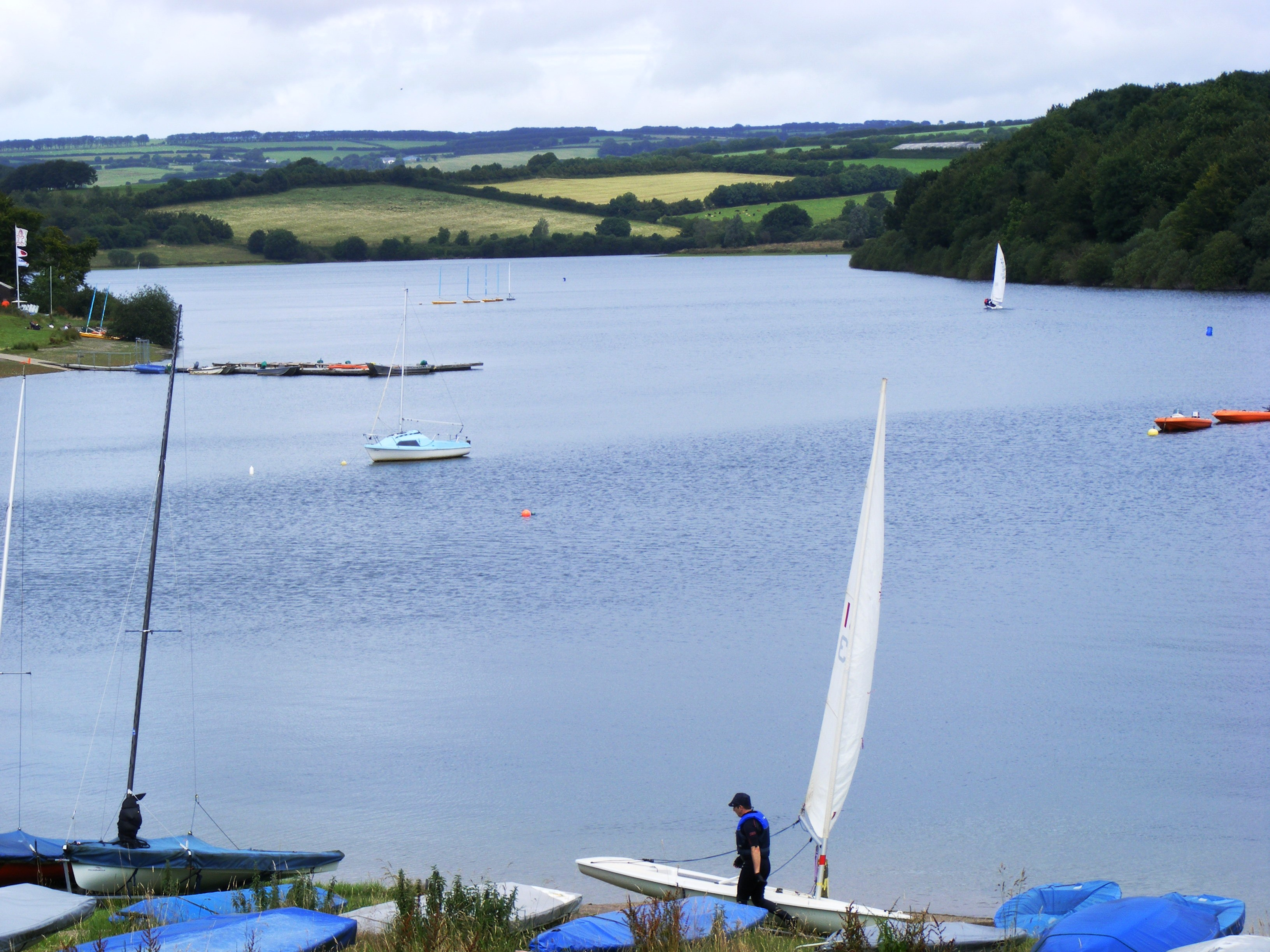
Wimbleball Lake

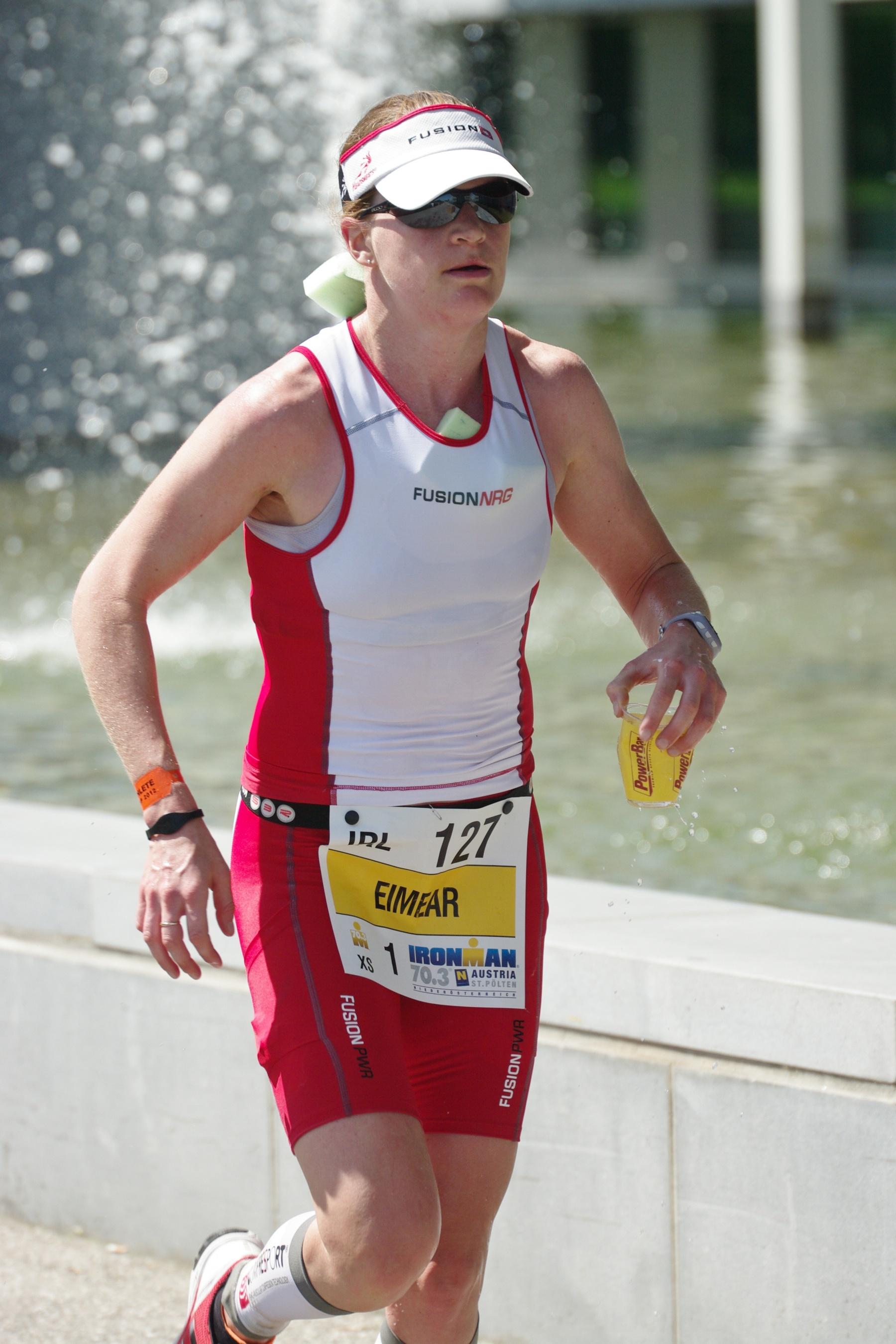
Die dreimalige Siegerin Eimear Mullan (2012–2014)

Am 9. September 2001 veranstaltete BIG Triathlon Ltd. erstmals unter Lizenz der WTC den bluesure Half Ironman Triathlon Llanberis UK in Llanberis (Wales), wobei 30 Qualifikationsplätze für den Ironman Hawaii 2002 und mit insgesamt 25.000 US$ die höchste Preisgeldsumme in der Geschichte des britischen Triathlons angeboten wurden. Die Veranstaltung wurde zwar vom britischen Triathlonverband als „Event of the Year“ ausgezeichnet, nach der Veranstaltung wurde aber von hohen Verlusten des Veranstalters berichtet, die Internetseite verschwand und es gab auch Monate später noch keine Anmeldemöglichkeit. Die WTC annullierte den Lizenzvertrag und schloss einen neuen mit „Worldmasters Marketing“ ab, die die Veranstaltung mit gleichem Konzept am 8. September 2002 mit 30 Qualifikationsplätzen für Hawaii 2003 und 25.000 US$ Preisgeld durchführen. Als Ziel wurde angekündigt, die Veranstaltung zu einer über die volle Ironman-Distanz auszubauen.
2003 wurde der Veranstaltungsort – nach Angaben der WTC aufgrund einer Umfrage unter Teilnehmern – dann von Wales nach Sherborne in Südengland verlegt.
Ron Thorne löste Ron Bell als Racedirector ab.
2005 wurden die Streckenlängen des Half Ironman UK in Sherborne dann verdoppelt und die Veranstaltung ab dem 21. August 2005 unter dem Namen Ironman UK fortgeführt.
Im Mai 2005 gab der Veranstalter – zwischenzeitlich in Ironman UK Events Ltd. umfirmiert – bekannt, dass Anmeldungen für eine geplante neue Veranstaltung, die zunächst unter dem bisherigen Namen „Half Ironman UK“ in Longleat angekündigt wurde. Ende Juni 2005 führte die WTC dann weltweit für ihre Lizenzpartner den neuen Markennamen „Ironman 70.3“ ein und in Longleat wurde somit die erste Veranstaltung unter diesem neuen Markennamen veranstaltet.
Qualifikationsplätze für den Ironman Hawaii gab es keine mehr – dafür eine Qualifikationsmöglichkeit für ein ebenfalls neu geschaffene Veranstaltung unter dem Namen „Ironman 70.3 World Championship“. Bereits im Folgejahr erfolgte eine Verlegung der neuen Veranstaltung nach Wimbleball Lake in Exmoor, Somerset, wobei gleichzeitig der Veranstaltungstermin vom September auf den Juni verschoben wurde.
Der letzte Bewerb fand hier am 26. Juni 2017 statt.
Bei den letzten beiden Austragungen des Rennens in den Jahren 2015 bis 2017 waren hier keine Profi-Athleten am Start. Das Rennen wurde 2018 nicht mehr verlängert.

## Ergebnisse

### UK Ironman 70.3
Dieses Rennen in Exmoor wurde 2005 erstmals ausgetragen.
Die Irin Eimear Mullan konnte zwischen 2012 und 2014 drei Mal in Folge gewinnen und der Brite Fraser Cartmell konnte hier 2010 ebenso seinen dritten Sieg erzielen.

#### Streckenrekorde
- Catriona Morrison bei den Frauen mit 04:40:14 h, seit 2009
- Ritchie Nicholls bei den Männern mit 04:15:04 h, seit 2013

| Datum/Jahr    | Männer              | Männer             | Männer            | Frauen                | Frauen            | Frauen              |
| Datum/Jahr    | Erster Platz        | Zweiter Platz      | Dritter Platz     | Erster Platz          | Zweiter Platz     | Dritter Platz       |
| ------------- | ------------------- | ------------------ | ----------------- | --------------------- | ----------------- | ------------------- |
| 25. Juni 2017 | Marton Cseik        | Max Hazell         | Oliver Burrows    | Ruth Purbroo          | Elaine Garvican   | Heather Fell        |
| 26. Juni 2016 | Andy Greenleaf      | Clive Kennedy-Burn | Michael Birchmore | Stephanie Knott       | Claire Wood       | Melissa King        |
| 28. Juni 2015 | Brennan Townshend   | Richard Shephard   | Nick Saunders     | Natalie Seymour       | Jennifer Stewart  | Emma Lamont         |
| 15. Juni 2014 | Will Clarke         | Harry Springall    | Ritchie Nicholls  | Eimear Mullan -3-     | Nikki Bartlett    | Joanna Carrit       |
| 16. Juni 2013 | Ritchie Nicholls    | Tim Don            | Fraser Cartmell   | Eimear Mullan -2-     | Holly Lawrence    | Kristin Möller      |
| 17. Juni 2012 | Philip Graves -2-   | Markus Thomschke   | Mark Threlfall    | Eimear Mullan -1-     | Emma-Kate Lidbury | Simone Brändli      |
| 19. Juni 2011 | Mikel Elgazabel     | Stephen Bayliss    | Martin Jensen     | Emma-Kate Lidbury     | Eimear Mullan     | Lucy Gossage        |
| 20. Juni 2010 | Fraser Cartmell -3- | Philip Graves      | Jonas Djurback    | Bella Bayliss -2-     | Tamsin Lewis      | Emma-Kate Lidbury   |
| 14. Juni 2009 | Philip Graves -1-   | Stephen Bayliss    | Fraser Cartmell   | Catriona Morrison -2- | Julie Dibens      | Bella Bayliss       |
| 15. Juni 2008 | Fraser Cartmell -2- | Stephen Bayliss    | Luke Bell         | Bella Comerford -1-   | Julie Dibens      | Sara Sig Moeller    |
| 17. Juni 2007 | Fraser Cartmell -1- | James Gilfillan    | Paul Ambrose      | Julie Dibens          | Katja Schumacher  | Lee Michelle        |
| 18. Juni 2006 | Chris McCormack     | Pete Jacobs        | Richard Allen     | Catriona Morrison -1- | Monika Lehmann    | Yvette Grice        |
| 11. Sep. 2005 | Paul Matthews       | Richard Allen      | Bryan Rhodes      | Nina Eggert           | Abigail Bayley    | Bianca Van Dercksen |

### Half Ironman UK
| Datum/Jahr    | Männer          | Männer            | Männer        | Frauen             | Frauen             | Frauen          |
| Datum/Jahr    | Erster Platz    | Zweiter Platz     | Dritter Platz | Erster Platz       | Zweiter Platz      | Dritter Platz   |
| ------------- | --------------- | ----------------- | ------------- | ------------------ | ------------------ | --------------- |
| 22. Aug. 2004 | Xavier Le Floch | Craig Walton      | Mainard Gaël  | Sibylle Matter -2- | Merja Kiviranta    | Fiona Docherty  |
| 31. Aug. 2003 | Björn Andersson | Richard Allen     | Andy Blow     | Lisbeth Kristensen | Gabriela Loskotová | Nicole Best     |
| 8. Sep. 2002  | Richard Jones   | Stephen Sheldrake | Tom Rickards  | Annie Emmerson     | Nina Kraft         | Beth Thomson    |
| 9. Sep. 2001  | Richard Allen   | Paul Gallacher    | Bryan Rhodes  | Sibylle Matter -1- | Beth Thomson       | Bianca Van Dijk |